# Course en ligne féminine de cyclisme sur route aux Jeux olympiques d'été de 1992
Navigation
Séoul 1988 Atlanta 1996
La course en ligne féminine de cyclisme sur route, épreuve de cyclisme des Jeux olympiques d'été de 1992, a lieu le 26 juillet 1992 dans les rues de Barcelone. La course s'est déroulée sur 81 km.

## Résultats
| Rang                                | Cycliste               | Pays             | Temps           |
| ----------------------------------- | ---------------------- | ---------------- | --------------- |
| Médaille d'or, Jeux olympiques      | Kathryn Watt           | Australie        | 2 h 04 min 42 s |
| Médaille d'argent, Jeux olympiques  | Jeannie Longo-Ciprelli | France           | 2 h 05 min 02 s |
| Médaille de bronze, Jeux olympiques | Monique Knol           | Pays-Bas         | 2 h 05 min 03 s |
| 4.                                  | Natalja Kistchuk       | Équipe unifiée   | —               |
| 5.                                  | Monica Valvik          | Norvège          | —               |
| 6.                                  | Jeanne Golay           | États-Unis       | —               |
| 7.                                  | Kathleen Shannon       | Australie        | —               |
| 8.                                  | Luzia Zberg            | Suisse           | —               |
| 9.                                  | Marie Holjer           | Suède            | —               |
| 10.                                 | Sally Zack             | États-Unis       | —               |
| 11.                                 | Karina Skibby          | Danemark         | —               |
| 12.                                 | Alison Sydor           | Canada           | —               |
| 13.                                 | Jacqui Uttien          | Australie        | —               |
| 14.                                 | Aiga Zagorska          | Lituanie         | —               |
| 15.                                 | Kristel Werckx         | Belgique         | —               |
| 16.                                 | Zinaida Stahurskaia    | Équipe unifiée   | —               |
| 17.                                 | Valeria Cappellotto    | Italie           | —               |
| 18.                                 | Laima Zilporytė        | Lituanie         | —               |
| 19.                                 | Viola Paulitz          | Allemagne        | —               |
| 20.                                 | Daiva Čepelienė        | Lituanie         | —               |
| 21.                                 | Catherine Marsal       | France           | —               |
| 22.                                 | Petra Meier-Walczewski | Suisse           | —               |
| 23.                                 | Leontien van Moorsel   | Pays-Bas         | —               |
| 24.                                 | Marie Purvis           | Grande-Bretagne  | —               |
| 25.                                 | Tea Vikstedt-Nyman     | Finlande         | —               |
| 26.                                 | Inga Thompson          | États-Unis       | —               |
| 27.                                 | Elisabeth Westman      | Suède            | —               |
| 28.                                 | Petra Rossner          | Allemagne        | —               |
| 29.                                 | Petra Grimbergen       | Pays-Bas         | —               |
| 30.                                 | Joann Burke            | Nouvelle-Zélande | —               |
| 31.                                 | Kelly-Ann Way          | Canada           | —               |
| 32.                                 | Maria Paola Turcutto   | Italie           | —               |
| 33.                                 | Marion Clignet         | France           | 2 h 05 min 13 s |
| 34.                                 | Ainhoa Ortolazabal     | Espagne          | —               |
| 35.                                 | Belen Cuevas           | Espagne          | 2 h 05 min 26 s |
| 36.                                 | Lena Hawkins           | Canada           | 2 h 05 min 33 s |
| 37.                                 | Gunhild Orn            | Norvège          | 2 h 05 min 46 s |
| 38.                                 | Madeleine Lindberg     | Suède            | —               |
| 39.                                 | Roberta Bonanomi       | Italie           | 2 h 05 min 58 s |
| 40.                                 | Louise Jones           | Grande-Bretagne  | 2 h 08 min 13 s |
| 41.                                 | Ingunn Bollerud        | Norvège          | 2 h 09 min 42 s |
| 42.                                 | Teodora Ruano          | Espagne          | —               |
| 43.                                 | Barbara Heeb           | Suisse           | —               |
| 44.                                 | Jutta Niehaus          | Allemagne        | —               |
| 45.                                 | Sally Hodge            | Grande-Bretagne  | 2 h 14 min 10 s |
| 46.                                 | Jacqueline Martin      | Afrique du Sud   | 2 h 15 min 42 s |
| 47.                                 | Yvonne Elkuch          | Liechtenstein    | 2 h 21 min 32 s |
| 48.                                 | Claudia Carceroni      | Brésil           | 2 h 23 min 52 s |
| 49.                                 | Rosalind Reekie        | Nouvelle-Zélande | —               |
| 50.                                 | Yumiko Suzuki          | Japon            | 2 h 29 min 22 s |
| 51.                                 | Eva Izsak              | Hongrie          | —               |
| 52.                                 | Margaret Bean          | Guam             | —               |
| 53.                                 | Pak Chun-Wa            | Corée du Nord    | 2 h 38 min 38 s |
| 54.                                 | Kim Gyonghui           | Corée du Nord    | 2 h 39 min 43 s |

## Abandons
- Svetlana Samochvalova
- Choi In-Ae
- Stephanie Sous
- Olga Sacasa

## Sources
- (en) Cet article est partiellement ou en totalité issu de l’article de Wikipédia en anglais intitulé « Cycling at the 1992 Summer Olympics – Women's road race » (voir la liste des auteurs).
- Résultats complets